# سلمک چاله‌دار
سلمک چاله‌دار (انگلیسی: Chenopodium berlandieri) گیاهی یک‌ساله و علفی از خانوادهٔ تاج‌خروسیان است.
در این گیاه، بذرها معمولاً در سطح بیرونی خود یک فرورفتگی یا گودی قابل توجه دارند، که در نگاه نخست شبیه به چاله یا گودی کوچکی به‌نظر می‌رسد. این ویژگی باعث شده که بذر آن را چاله‌دار بنامند.
این گونه در آمریکای شمالی گسترده است و پراکندگی آن از کانادا تا میچوآکان در مکزیک امتداد دارد. در تمام ایالت‌های آمریکا به‌جز هاوایی یافت می‌شود. این گیاه با رشد سریع و راست‌قامت می‌تواند به ارتفاعی بیش از سه متر برسد. از دیگر اعضای سردهٔ بزرگ خود با داشتن دانه‌های دارای فرو رفتگی‌های لانه‌زنبوری و برگ‌های پایینی دندانه‌دار و لوب‌دار قابل تشخیص است.
با آن‌که این گیاه اغلب به‌عنوان علف هرز شناخته می‌شود، در دوران پیشاتاریخ آمریکا شمالی، توسط سرخ‌پوستان ایالات متحده آمریکا به‌عنوان بخشی از مجموعه کشاورزی شرقی کشت می‌شده است. C. berlandieri یک شبه‌غلهٔ اهلی بود که از این نظر با کینوآ (C. quinoa) خویشاوندی نزدیکی دارد. امروزه همچنان در مکزیک به‌عنوان شبه‌غله، سبزی برگی و برای سرشاخه‌های گل‌دار آن که شبیه کلم بروکلی هستند، کشت می‌شود.

## ریخت‌شناسی

### دانه‌ها
دانه‌های گونهٔ Chenopodium در شکل، بین عدسی‌مانند و استوانه‌ای متغیرند. شکل عدسی بیشتر در گونه‌های وحشی دیده می‌شود، در حالی‌که در انواع اهلی‌شده، دانه‌های استوانه‌ای با لبهٔ بریده غالب‌اند.
بافت تغذیه‌ای تخمک گیاه به‌وسیلهٔ رویش‌چاپ جنینی در لبهٔ دانه احاطه شده است. ریشه‌چه کمی بیرون‌زدگی دارد و باعث ایجاد برآمدگی‌ای در سطح خمیدهٔ دانه می‌شود که به آن «نوک» گفته می‌شود.
بافت‌های اطراف پرسپرم و جنین شامل سه لایه‌اند: پوستهٔ بذر، آندوسپرم و پریکارپ یا میوه‌پوست. اپیدرم درونی را گاهی تگمن نیز می‌نامند و اپیدرم بیرونی همان تستا است. این دو با هم، پوستهٔ بذر را می‌سازند. در منابع مرتبط با گیاه Chenopodium، اصطلاحات اپیدرم بیرونی، تستا و پوستهٔ بذر اغلب به‌جای هم استفاده می‌شوند.
پریکارپ در بسیاری از موارد شکوفا می‌شود، اما در برخی گونه‌ها چنین نیست. در انواع اهلی‌شده، ممکن است پوستهٔ بذر نازک یا حتی حذف شده باشد. مجموعه‌های دانه‌ای یکنواخت با پوستهٔ نازک‌تر از ۲۰ میکرون نشانهٔ جمعیت اهلی‌شده تلقی می‌شوند. در مقابل، انواع وحشی معمولاً دانه‌هایی با پوسته‌ای ضخیم‌تر از ۲۰ میکرون تولید می‌کنند.